# Pseudophanerotoma pulchra
Pseudophanerotoma pulchra är en stekelart som beskrevs av Herbert Zettel 1990. Pseudophanerotoma pulchra ingår i släktet Pseudophanerotoma och familjen bracksteklar. Inga underarter finns listade i Catalogue of Life.